# Ecnomus cyclopicus
Ecnomus cyclopicus là một loài Trichoptera trong họ Ecnomidae. Chúng phân bố ở miền Australasia.